# 何柏霖
何柏霖（英語：Ryson Ho，1983—），香港足球評述員，長年效力香港有線電視體育台，以及先後為FOX Sports、體通天下、香港開電視、港台電視32、亞洲電視擔任主持及足球評述，香港足球評述員協會2014-16年執委會主席。兼任車路士足球學校(香港)活動司儀，與社區分享足球價值觀。2020年重設社交媒體，以IG及fb Story預告直播戲碼。
2020東京奧運，何柏霖為有線主持16日奧運最精彩，為了研究各項運動，特意事前閉關兩個月備戰。
何柏霖在意球員中文譯名，近年為不同媒體評述德甲，亦有擔任義務譯名統籌。
他主持歐洲足球雜誌時，決定為Robben取名洛賓而棄羅賓，理由羅賓早已用作形容Robin。遇上不同姓名的球員，值得花時間考慮用字再落筆。
近年翻譯德甲達斯泰特及柏林聯主場名字，他經查證球會網站介紹，決定意譯落筆。「藍百合」達斯泰特Stadion am Böllenfalltor，取名楊樹城門球場。「鋼鐵聯盟」柏林聯Stadion An der Alten Försterei，意譯林務員古屋球場。

## 體育評述員生涯

##### 有線製造
2001年，何柏霖經有線電視選拔及培訓10個月後，正式入行成為足球評述員，在有線體育負責足球直播評述，以及為雜誌式節目譯稿及配音。期間主力評述西甲及德甲賽事各六個球季，亦曾評述三屆世界盃及2004歐洲國家盃。評述風格上，以捍衛廣東話生動用字為主，緊貼直播畫面為先，配合自行資料研究，適時滲入歐遊睇波朝聖見聞，務求強化講波內容。曾現場直播報導UEFA Champions League決賽，UEFA Europa League決賽，女子世界盃決賽週。
2013年8月，何柏霖改以自由身繼續在行業工作。暫別有線前最後一個節目，為主持德甲50週年特輯，一連五集「德甲邁向新世紀」。

##### 媒體闖蕩
成為自由身後，他亮相now寬頻電視101台足球遊戲節目 「球分」、為亞洲電視評述蘇格蘭超級聯賽及第一季香港超級聯賽、為太陽飛馬擔任賽日駐場司儀、為車路士足球學校(香港)主持網上頻道Channel Blue。
2014年9月，回巢有線體育，主持2014仁川亞運直播賽日精華節目：「亞運最精彩」，首度聲演足球以外的各個運動大項。

##### 亞視港超
2014-15球季，為亞洲電視主持第一季香港超級聯賽，包括揭幕戰傑志對和富大埔，以及本地盃賽決賽。他提及自細入場睇本地波，從事香港體育傳媒，一定以評述本地波為榮。為記錄2015年9月3日，香港足球代表隊於中港大戰力守不敗，他二次創作歌詞 守得救(原曲林峰 - 愛不疚)。

##### FOX Sports德甲歐霸
2015-16球季起，何柏霖重投德甲及歐霸直播，加盟FOX Sports擔任評述員及球員譯名統籌工作。期間主持德國國家打比拜仁慕尼黑對多蒙特、魯爾區打比多蒙特對史浩克04、2016歐霸決賽利物浦對西維爾、2017歐霸決賽阿積士對曼聯等球賽。隨後參與東南亞足球錦標賽及亞洲聯賽冠軍盃直播，並負責2018亞冠決賽，見證鹿島鹿角稱霸亞洲。2019亞洲盃，緊貼評述日本隊晉級之路連場大戰。2020亞冠復賽，緊貼日本三雄連場表現，包括8強一役：神戶勝利船7輪互射12碼全中，恩尼斯達負傷上陣抽入關鍵一腳，淘汰水原藍翼。

##### 回巢有線
2017年11月起，何柏霖再度重返有線電視，先後評述澳洲職業聯賽、日本甲組職業足球聯賽、日本隊挑戰賽、南美自由盃決賽、世界冠軍球會盃決賽、女子世界盃2019揭幕戰、四強、決賽：美國對荷蘭。評述女子世界盃期間，對美國隊長韋冰露印象極深。欣賞韋冰露為爭取平權不遺餘力，更期望有朝一日如韋冰露所願，男女子職業足球能夠同工同酬。決賽直播末段，他驚歎今屆賽事水準，並指出現時大家不應再著眼女士踢波為何化妝，正如大家不會再問為何C朗拿度踢波要梳頭一樣。優秀運動員，不分男女，都值得欣賞。

##### 港台全港運動會
2019年5月，何柏霖為港台電視32評述第七屆全港運動會五人足球決戰日，首度接觸五人足球項目。由於球例上Futsal與11人足球大有不同，為求節目精益求精，他透露事前一度閉關兩個月，把每項Futsal球例及賽例、香港及海外五人足球發展進程，以白紙黑字記低，好讓直播時可與觀眾分享，帶領更多觀眾投入賽事。

##### 旅遊 x 足球 x 生活
為強化評述內容，他趁有空檔就遊歷多國球場，務求在直播上融入實地朝聖體會。先後前往德國、西班牙、英格蘭、俄羅斯、北歐、日本、澳洲等。與其隔岸觀火，不如實地朝聖，寄語球迷透過電視直播欣賞球賽之餘，總要動身出發一次，立體感受賽日體驗。波，始終要現場睇。

## 主持有線節目
- 世界盃 (2002, 06, 10)

```
 2010緊貼智利及西班牙比賽
```

- 德國足球聯賽 (2001-03, 2009-13)
- 德國足球聯賽國家打比- 拜仁慕尼黑 對 多蒙特
- 德國足球聯賽 - 拜仁慕尼黑 頒獎典禮 (2010)
- 德甲精彩半世紀 (2013)
- 德國足球聯賽精華 / 德甲最精彩
- 英格蘭超級聯賽 (2004-07, 2010-13)

```
 東北打比：
新特蘭
 對 
紐卡素

 
曼聯
 奪冠之戰
```

- 英格蘭超級聯賽精華 / 英超最精彩
- 英超雜誌
- 英格蘭聯賽盃決賽 - 車路士 對  利物浦  (2005)
- 英格蘭足總盃
- 歐洲聯賽冠軍盃 (2009-13)

```
 
阿仙奴
 對 
巴塞隆拿
 
 現場報導：2013決賽 - 
拜仁慕尼黑
 對 
多蒙特
```

- 歐聯最精彩
- 歐聯雜誌
- 歐霸盃足球聯賽 (2009-13)

```
 緊貼
車路士
比賽
 現場報導：2010決賽-
富咸
 對 
馬德里體育會
```

- 歐霸最精彩
- 澳洲職業聯賽精華 / A-League最精彩
- 西班牙足球聯賽 (2003-09)
- 西班牙足球聯賽國家打比 - 巴塞隆拿  對 皇家馬德里
- 西班牙足球聯賽 - 巴塞隆拿 頒獎典禮 (2009)
- 西班牙足球聯賽精華 / 西甲最精彩
- 世界足球雜誌
- 歐洲足球雜誌
- 亞洲足球新世紀(2002)
- J-League
- J-League得點放送
- 中國超級聯賽
- 歐洲國家盃(2004)
- 女子世界盃

```
 現場報導：2011分組賽-
日本
 對 
墨西哥
```

- 美洲國家盃
- 倫敦奧運足球(2012)
- 亞運最精彩 (2014)

## 工作
- 有線體育評述員 (2001-13, 2017-)
- FOX Sports Asia體育評述員 (2015-)
- 亞洲電視體育評述員 (2013-15)
- 其他媒體：

```
 球分嘉賓 (2013)  
now 101台
 
 法國甲組聯賽 (2014)  
無線網絡電視

 世盃狂熱主持 (2014) 
新城知訊台

 全港運動會五人足球決賽 (2019) 
港台電視32
```

- Milk,明報,足球周刊,keymansoho專欄作家。
- 雜誌"keymansoho (足球版圖)" 編輯   (2010-12)
- 香港賽馬會 Channel JC 編輯 (2004-07)
- 2008北京奧運 - 亞洲電視資料搜集 (2008)

## 香港足球評述員協會
2006年，何柏霖加入全新同業組織香港足球評述員協會，成為創會會員之一。 
2012年，獲選入協會最新一屆執委會。
2014年，當選協會2014-16執委會主席。

## 外部連結
- 何柏霖的Facebook專頁
- 何柏霖 - Instagram
- 何柏霖 - YouTube